# Prionosciadium humile
Prionosciadium humile là một loài thực vật có hoa trong họ Hoa tán. Loài này được Rose miêu tả khoa học đầu tiên năm 1909.